# Любовь к трём апельсинам (пьеса)
«Любовь к трём апельсинам» — комедия в двух действиях Леонида Филатова, написанная в 1997 году по мотивам одноимённой сказочной пьесы (фьябы) итальянского драматурга Карло Гоцци, с участием масок итальянской комедии дель арте (Панталоне, Труффальдино, Тартальи и Бригеллы). Не злоупотребляя прямой политической сатирой, Леонид Филатов, однако, поместил в своей пьесе ряд острых и даже грубых пассажей, как, например, в 4-й картине 1-го действия:

На свете нет ужаснее напасти,

Чем идиот, дорвавшийся до власти!

Нам нужен труп в одежде короля,

А не живой придурок у руля!.

20 августа 1997 года Филатов читал пьесу труппе театра «Содружество актёров Таганки» и специально приглашённым представителям прессы. К середине первого действия Филатов, незадолго до этого перенёсший инсульт, устал, и чтение продолжил руководитель театра, Николай Губенко. Речь в пьесе идёт об интригах вокруг заболевшего и неадекватного наследника престола, на которого было наложено заклятье.

Панталоне
Уж если дьявол вывихнул мозги нам,

То вряд ли их исправишь анальгином!

О, я теперь вполне уверен в том,

Что мы имеем дело с колдовством!..

Давайте же подумаем, собратья,

Как нам избавить принца от заклятья!

Ведь нас тут пять голов, а не одна,

А для пяти задача нетрудна!..

По мнению корреспондента газеты «Коммерсантъ», пьеса побуждает публику к горькому самоанализу, замешанному на гражданском оптимизме.

Тарталья
Ещё вчера во времени ушедшем

Я сам себе казался сумасшедшим,

А нынче понимаю я, эхма,

Что это мир вокруг сошёл с ума!

Пока я был под властию заклятья,

Все в мире перепутались понятья.

Тот простодушен, — стало быть, кретин,

Тот предприимчив, — значит, сукин сын.

Кто пашет, поливая землю потом,

Теперь у нас зовётся идиотом,

А если он ещё и патриот,

То он уже опасный идиот!

Финал пьесы содержит прямое обращение режиссёра к зрителям. Николай Губенко назвал «Три апельсина» примером современной «высокой поэзии», заявив, что хотел бы сыграть премьеру этой пьесы к юбилею режиссёра Юрия Любимова.
Аудиоверсию спектакля (аудиокнига) в 2002 году озвучивал актёр Сергей Безруков. По мнению корреспондентов «Московского комсомольца», голос ведьмы в его озвучивании оказался похожим на голос Валерии Новодворской:

Я фея, знаменитая Моргана,

Профессорша интриги и обмана.

Но, разжигая с властию вражду,

Я поперёк народа не иду.

Я в королевстве главный диссидент,

Прошу простить за автокомплимент.

Голос режиссёра, который произносит финальный монолог пьесы, по их же мнению, в пародийном озвучивании Безрукова оказался похожим на голос его учителя — Олега Табакова. На вкладке аудиодиска, однако, утверждалось, что «любые совпадения с реально существующими голосами случайны».